# Jan de Kruijff (musicoloog)
Jan de Kruijff (Nuenen, 12 september 1931 – Leusden, 11 april 2022) was een Nederlands musicoloog en journalist. Hij schreef voor verschillende media, waaronder meerdere jaren voor het opinieweekblad Elsevier, en was begin jaren tachtig te horen in het radioprogramma Diskotabel.  Zijn belangrijkste taak was het hoofdredacteurschap van maandblad Disk. Hij doceerde zestien jaar lang aan het Koninklijk Conservatorium in Den Haag. Daarnaast schreef hij boeken en boekenseries, waarvan er enkele meermaals werden herdrukt.

## Biografie
De Kruijff volgde zijn middelbareschoolopleiding aan het Lorentz lyceum in Eindhoven. Hierna volgde hij twee studierichtingen gelijktijdig: elektronica op MTS-niveau in Eindhoven en hobo aan het conservatorium In Tilburg, later gevolgd door Muziekwetenschap in  Utrecht (niet afgemaakt) en hierna nog een paar semesters Muzieksociologie in Wenen.
Hierna begon hij een loopbaan als muziekjournalist. Hij legde zich vooral toe op audio en geregistreerde muziek. Van 1955 tot 1959 werkte hij voor het klassieke-muziektijdschrift Luister en van 1961 tot 1981 met enige onderbrekingen (Stereo Revue) als hoofdredacteur van het maandblad Disk. Daarnaast werkte hij ruim twintig jaar voor het opinieweekblad Elsevier: van 1955 tot 1968 over grammofoonplaten en van 1980 tot 1986 als muziekmedewerker. Daarnaast werkte hij nog freelance voor allerlei andere dagbladen  (Amersfoortse Courant) en HiFi tijdschriften.
Begin jaren tachtig was hij panellid van het programma Diskotabel op Hilversum 4. Daarnaast werkte hij zestien jaar lang als docent audiotechniek en luisterpracticum aan het Koninklijk Conservatorium (Den Haag). Begin jaren zestig kwam hij met de Spectrum pocket Disco digest. Van zijn werken over hifi-apparatuur verschenen meerdere drukken. In 1997 kwam hij met het boek Spraakmakende musici, wat het eerste deel werd van een serie van vijf boeken.
In 1980 werd hij onderscheiden met de Zilveren Pen van de stichting Nationale Platenbon.